# Проданов, Христо
Христо Иванов Проданов (болг. Христо Иванов Проданов; 24 февраля 1943, Карлово, Пловдивская область — 21 апреля 1984, Джомолунгма) — болгарский альпинист, первый болгарин, поднявшийся на Эверест. Также он стал первым поднявшимся на Эверест в апреле, когда погодные условия менее пригодны для восхождения, и четвёртым человеком, осуществившим этот подъём в одиночку. Герой Народной Республики Болгария (1984, посмертно). Герой Социалистического Труда Народной Республики Болгария (1981).

## Биография
Проданов увлёкся альпинизмом в студенческие годы. Затем в 1976 году работал инженером-металлургом на Кремиковском металлургическом комбинате. После нескольких подъёмов на пики Альп, совершил 6 августа 1967 года свой первый большой подъём на пик Ленина (7134 м) в Средней Азии.
Его главные успехи связаны с Гиндукушем (1976) и Лхоцзе. В 1981 году он стал первым болгарином, который поднялся на Лхоцзе без использования дополнительного кислорода. В 1984 году Христо Проданов поднялся на Эверест наиболее сложным путём — по Западному хребту, один и без запаса кислорода. Проданов погиб на спуске во время шторма.
По словам Методия Савова, одного из болгарских альпинистов, покоривших Эверест, первая болгарская экспедиция с Продановым является одним из трёх исторических моментов, объединивших всех болгар.
Племянница Христо Проданова Мариана Проданова-Масларова попыталась подняться на гору Эверест (без запаса кислорода) в 20-ю годовщину со дня его смерти. Она скончалась на высоте 8700 метров ровно через 20 лет и 30 дней после гибели дяди.

## Восхождения

### 8000 м
- Лхоцзе (8516 м) — 30 апреля 1981 года, в одиночку, без запаса кислорода.
- Эверест (8848 м) — 20 апреля 1984 года, в одиночку, без запаса кислорода.

### 7000 м
- Пик Ленина (7134 м) — 2 августа 1975 года, 28 июля 1982 года, 6 августа 1982 года, 13 июля 1983 года, 2 августа 1983 года.
- Пик Коммунизма, сегодня известный как пик Исмаила Самани (7495 м) — 29 июля 1980 года, 24 июля 1983 года.
- Пик Корженевской (7105 м) — 28 июля 1979 года, 31 июля 1979 года, 8 августа 1982 года, 29 июля 1983 года.
- Ношак (7492 м) — 30 июля 1976 года.

### Альпы
- Северная сторона Маттерхорна (4471 м) — 21—26 сентября 1974 года вместе с Трифоном Джамбазовым.
- Северная сторона Гранд-Джорасс на Уолкер-Шпур (4208 м) — 30 июля 1 августа 1967 года вместе с Атанасом Кованджиевым.
- Пти-Дрю (3733 м), маршрут Бонатти — 16—18 июля 1967 года; «Маршрут гидов» — 3—8 сентября 1977 года.
- Монблан (4807 м), столб Френей — 15—16 июля 1969 года.

### Кавказ
- Ушба — 25—28 июля 1970 года.
- Траверс Шхельды (4320 м) — 24 июля — 1 августа 1973 года.

## Награды и память
Проданов удостоился нескольких наград, включая:
- «Герой Народной Республики Болгария» (1984) — посмертно.
- «Герой Социалистического Труда Народной Республики Болгария» (1981).
- Два ордена «Георгий Димитров» (1981; 1984) — посмертно.
- Орден Народной Республики Болгария II степени (1977)
- Болгарский альпинист № 1 XX века.

В родном городе альпиниста Карлово установлен памятник работы скульптора Даскалова, названа школа его именем. Улица, где он жил, отмечена памятной доской.